# Il Progetto (periodico)
Il Progetto è una rivista che si occupa d'architettura, arte, comunicazione e design, i campi disciplinari prescelti per indagare il contemporaneo, con un'attenzione particolare alla sperimentazione e all'innovazione. Il taglio inclusivo e composito, figlio di un comitato di redazione caratterizzato da diverse formazioni e scuole, ne ha fatto subito un osservatorio privilegiato sulle maggiori trasformazioni culturali in atto in ambito internazionale. Le stesse scelte redazionali hanno spesso saputo anticipare, prefigurare scenari, tendenze e aspetti del divenire, contemporaneità, attualità. Edita da Logos, la rivista è bilingue (italiano e inglese), di formato 24 × 27 cm, in sei sedicesimi, stampata in bianco e nero, con una tiratura di 6 000 copie annue.

## Storia editoriale
(Maria Pia Belski, «Costruire», N. 176, gennaio 1998, pag. 118.)
(Luigi Prestinenza Puglisi, AD - Architectural Design, vol. 77, No 3, may-june 2007, pag. 11-12.)
Era il 1996, Maurizio Bradaschia con Livio Sacchi e Maurizio Unali costituirono un gruppo di 30, quarantenni di diversa provenienza e formazione geografica, un gruppo interdisciplinare, e fondarono la rivista (formato 29,7 x 41,8 cm; edita da Edizioni Biblioteca dell'Immagine s.a.s; Pordenone). Una rivista che sottotitola "quotidiano trimestrale di architettura, arte, comunicazione e design", a voler sottolineare la "freschezza" e immediatezza dell'informazione nei campi più disparati del progetto. Divisa in sezioni: La Partita di Scacchi, Architettura, Arte, Comunicazione, Design, Ibridazioni, Anteprima, Cronaca, ha, come in alcuni importanti quotidiani, la sezione/rubrica "Terza Pagina", il luogo dove dibattere e discutere di questioni culturali di primo piano.
Chiederemo alle punte più avanzate della nostra contemporaneità di raccontarci le sperimentazioni in corso.
Cercheremo inoltre di definire un punto di vista da cui costruire architetture, proponendo una elaborazione progettuale dinamica, che non solo conviva, ma sappia – come l'arte, il cinema, la musica, la letteratura – trarre ispirazione poetica anche dal negativo, da condizioni generalmente definite di "degrado".
Una prospettiva che sappia indicare strade nuove; includere considerazioni eteronome. Il coinvolgimento di collaboratori, clienti, fruitori, richiede infatti un pluralismo critico reale e non di facciata. La comprensione della cultura contemporanea richiede un radicale sforzo di inclusione, liberazione, adattamento e messa a punto di ogni modello di giudizio precostituito: esclude l'esclusione. L'identità contemporanea è trans-territoriale e multi linguistica. La nuova dimensione culturale è legata alla centralità dei marginalismi. Los Angeles e New York non sono lontane da Hong Kong e Tokyo o da Amsterdam, Londra, Berlino e Roma, città globali costrette a misurarsi con la società multietnica.»
(Editoriale, Il Progetto, No 1, luglio 1997, p. 2)
E così è stato. Dopo Peter Eisenman e Massimiliano Fuksas, Richard Meier, Frank Gehry, Norman Foster, Sejima & Nishizawa, Droog Design, Daniel Libeskind, Waro Kishi, Behnish & Partners, Gunnar Birkerts, Giancarlo De Carlo, Gustav Peichl, Coop Himmelb(l)au, Mariko Mori, Valvomo, David Byrne, Boris Podrecca, Carlos Ferrater, Eric Owen Moss, Günther Domenig, James Wines, Harald Szeemann, Volker Gienke, Marcos Novak, João Luís Carrilho da Graça, MVRDV, Bernard Tschumi, Carmen Pinós, Jean Nouvel, Piero Sartogo, Stephen Perrella, Klaus Kada, Berger + Parkkinen, Aslop & Störmer, Francisco Mangado, Juhani Pallasmaa, Ernst Giselbrecht, Weil Arets, Marc Barani, Bolles-Wilson, Neutelings Riedijk, Dominique Perrault, Nox, Andrea Chiesi, Françoise Roche, Luigi Snozzi, Livio Vacchini, Eduardo Souto de Moura, Oman + Videcnik, Bernardo Secchi, João Álvaro Rocha, Heikkinen Komonen, Allies and Morrison, Gerald van der Kaap, Steven Holl, Frits van Dongen, Pei Partnership, Cino Zucchi, Renzo Piano, Rogelio Salmona, Odile Decq 6 Benoît Cornette, Tod Williams & Billie Tsien, Marc Augé, Grafton Architects, Guillermo Vazquez Consuegra, Oliviero Toscani, Andrea Branzi, Wolfgang Tschapeller, Franco Purini, Alberto Campo Baeza, Saucier + Perrotte, Thomas Rose, Artigues & Sanabria, Thomas Ruff, Ben van Berkel, Zaha Hadid, Alessandro Mendini, FOA, Richard Rogers, Jordi Badia, hanno affollato le pagine della rivista.

## Componenti
- Direttore: Maurizio Bradaschia
- Vice Direttore: Livio Sacchi
- Comitato Scientifico: Giorgio Goffi, Antonino Saggio, Luigi Prestinenza Puglisi, Maurizio Unali
- Profilo professionale dei collaboratori: professori universitari o esperti di settore.